# Radiotelevisión del Principado de Asturias
La Radiotelevisión del Principado de Asturias (en français : « Radio-télévision de la principauté des Asturies »), abrégé RTPA, est le service public audiovisuel de la communauté autonome des Asturies, en Espagne. Elle se compose des chaînes TPA7 et TPA8 et de la radio RPA.